# Lipotrapeza vestiens
Lipotrapeza vestiens is een zeekomkommer uit de familie Phyllophoridae.
De wetenschappelijke naam van de soort werd in 1914 gepubliceerd door Joushua.